# Comuna Kameanîțea, Ujhorod
Kameanîțea (în ucraineană Кам`яниця) este o comună în raionul Ujhorod, regiunea Transcarpatia, Ucraina, formată din satele Huta și Kameanîțea (reședința).

## Demografie
Componența lingvistică a comunei Kameanîțea
     Ucraineană (94,61%)
     Rusă (3,04%)
     Alte limbi (1,71%)
Conform recensământului din 2001, majoritatea populației comunei Kameanîțea era vorbitoare de ucraineană (94,61%), existând în minoritate și vorbitori de rusă (3,04%).